# Wagrain Markt
Wagrain, ortsüblich schlicht Markt ist ein Ort im Pongau im Land Salzburg wie auch als Wagrain Markt Hauptort, Ortschaft, und auch Katastralgemeinde der Gemeinde Wagrain im Bezirk St. Johann (Pongau).

## Geographie
Der Ort befindet sich etwa 7 Kilometer östlich von St. Johann im Pongau.
Er liegt im Salzachpongau zwischen dem Hochgründeck-Stock der Fritztaler Berge (Salzburger Schieferalpen) im Norden und der Mosermandl-Gruppe der Radstädter Tauern (Niedere Tauern) im Süden, in einer Talweitung des Kleinarlbachs auf um die 840 m ü. A. Höhe. Westwärts fließt der untere Kleinarlbach, ab hier auch  Wagrainer Ache, genannt, bei St. Johann von  rechts der Salzach zu. Nordwestlich geht das Tal des Schwaighofbach zur Wagrainer Höhe (961 m ü. A.) und dann ostwärts Richtung Flachau und Altenmarkter Becken im Ennspongau. Ostwärts erstreckt sich ein kleines Nebentälchen, das Weberland. Südlich führt dann das eigentliche Kleinarltal zum Alpenhauptkamm.
Durch Wagrain führt die B153 Wagrainer Straße Altenmarkt (A8 in Flachau-Feuersang – St. Johann B311), im Ort zweigt die L214 nach Kleinarl ab.
Die Ortschaft Wagrain Markt selbst umfasst knapp 160 Gebäude mit etwa 500 Einwohnern (Stand 2001), das ist das Ortszentrum und die Siedlung Haid südlich (gehört zur KG Hofmarkt).
Die Katastralgemeinde Wagrain mit 30,44 Hektar hingegen erstreckt sich vom Kernort ostwärts, und umfasst die Gebiete zwischen B153 und der Pfarrkirche Wagrain am Kirchboden.
Zum Zählsprengel Wagrain-Marktzentrum, der mit knapp 400 Gebäuden und über 1200 Einwohnern (Stand 2001) den ganzen Zentralort der Gemeinde darstellt, zählt man neben dem Markt auch den viel bevölkerungsreicheren Kirchboden südöstlich und die Ortslage Goldanger am nordöstlichen Ortsrand, die aber schon teils zu den Ortschaften Hofmarkt respektive Hof gerechnet werden.
| Floitensberg (O ∗, Gem. St. Johann i.P.) | Goldanger                                   | Hof (O u. KG) Egg             |
| Hallmoos (O ∗, Gem. St. Johann i.P.)     | Kompassrose, die auf Nachbargemeinden zeigt |                               |
| Vorderkleinarl (O u. KG)                 |                                             | Kirchboden Hofmarkt (O u. KG) |

∗ Beide auch Katastralgemeinden von St. Johann, sie grenzen aber nicht an Wagrain an, Hof und Vorderkleinarl schieben sich westlich des Orts bei Tiefenbach und Schralehen dazwischen.

## Geschichte, Infrastruktur und Sehenswürdigkeiten

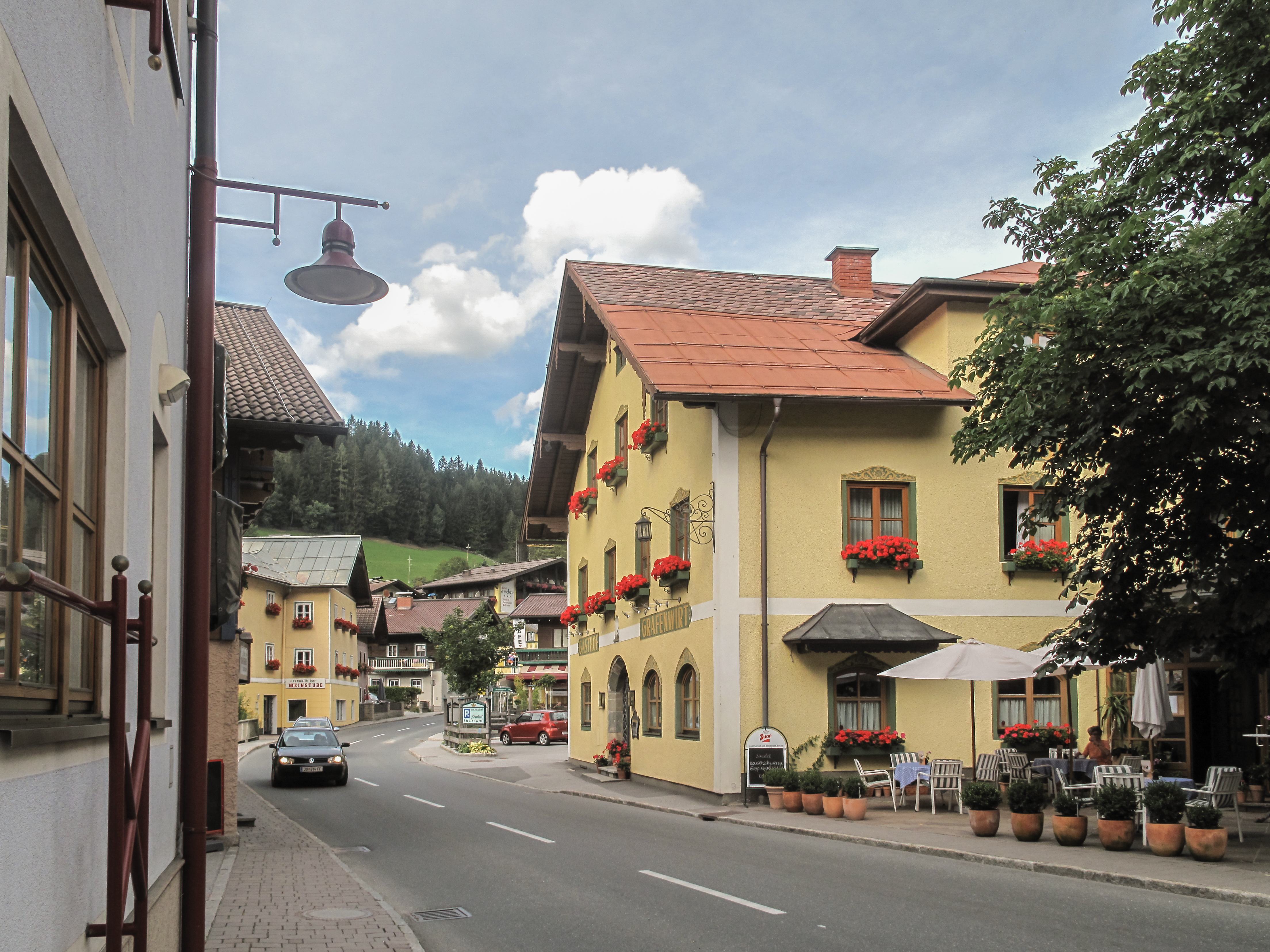
Wagrain, an der Landesstraße

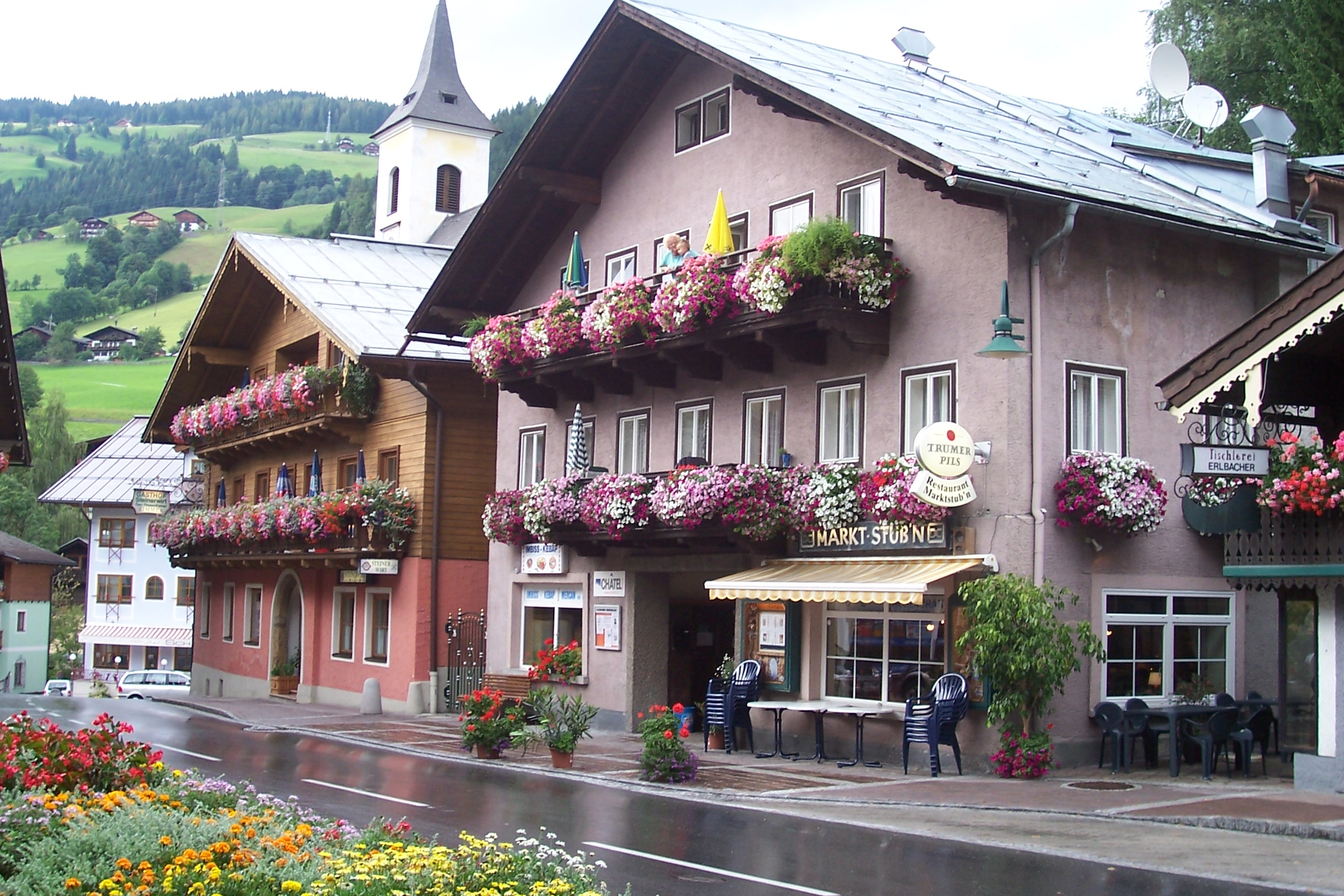
Wagrain, im Zentrum

Es wird angenommen, dass hier eine Römerstraße verlief, wenn auch wohl nicht die Hauptroute der Römerstraße Virunum–Iuvavum (Zollfeld in Kärnten – Salzburg), die im Fritztal gesichert scheint, so doch eine bedeutende Neben- oder Ausweichroute.
Ruine und Pfarrkirche sind wohl auf Fundamenten römischer Wachtürme erbaut. Die Burg wurde um 1200 von den Goldeggern errichtet, der Ort ist 1243 als Wakrein erstmals urkundlich erwähnt, 1250 datiert auch die heutige Wagrainer Pfarrkirche, deren Rupert-Patrozinium für ein hohes Alter spricht.
Die Burg wurde schon 1322 im Nachfolgestreit zwischen um den Königsthron zwischen Ludwig dem Bayer und Friedrich von Habsburg, dem Schönen zerstört, die Goledegger waren bayernfreundlich, der Salzburger Erzbischof Friedrich aber auf österreichischer Seite. Letzterer brandschatzte die Feste, sie wurde nicht mehr aufgebaut.
In der frühen Neuzeit blühte der Ort, so ist er seit 1592 als Marktort urkundlich, 1616 bekam er eine eigene Marktkirche (Hl. Franziskus). Im 18. Jahrhundert wurde dann der Eisenerz-Bergbau wichtig.
Die  Gegenreformation traf den Ort aber hart, über 80 % der Einwohner wurden 1731 ausgewiesen (Exulanten).
Heute ist Wagrain eines der touristischen Zentren der Salzburger Sportwelt und Ski amadé, zu der die einstige Dreitäler-Schischaukel Flachau–Wagrain–St. Johann als Stammgebiet gehört.

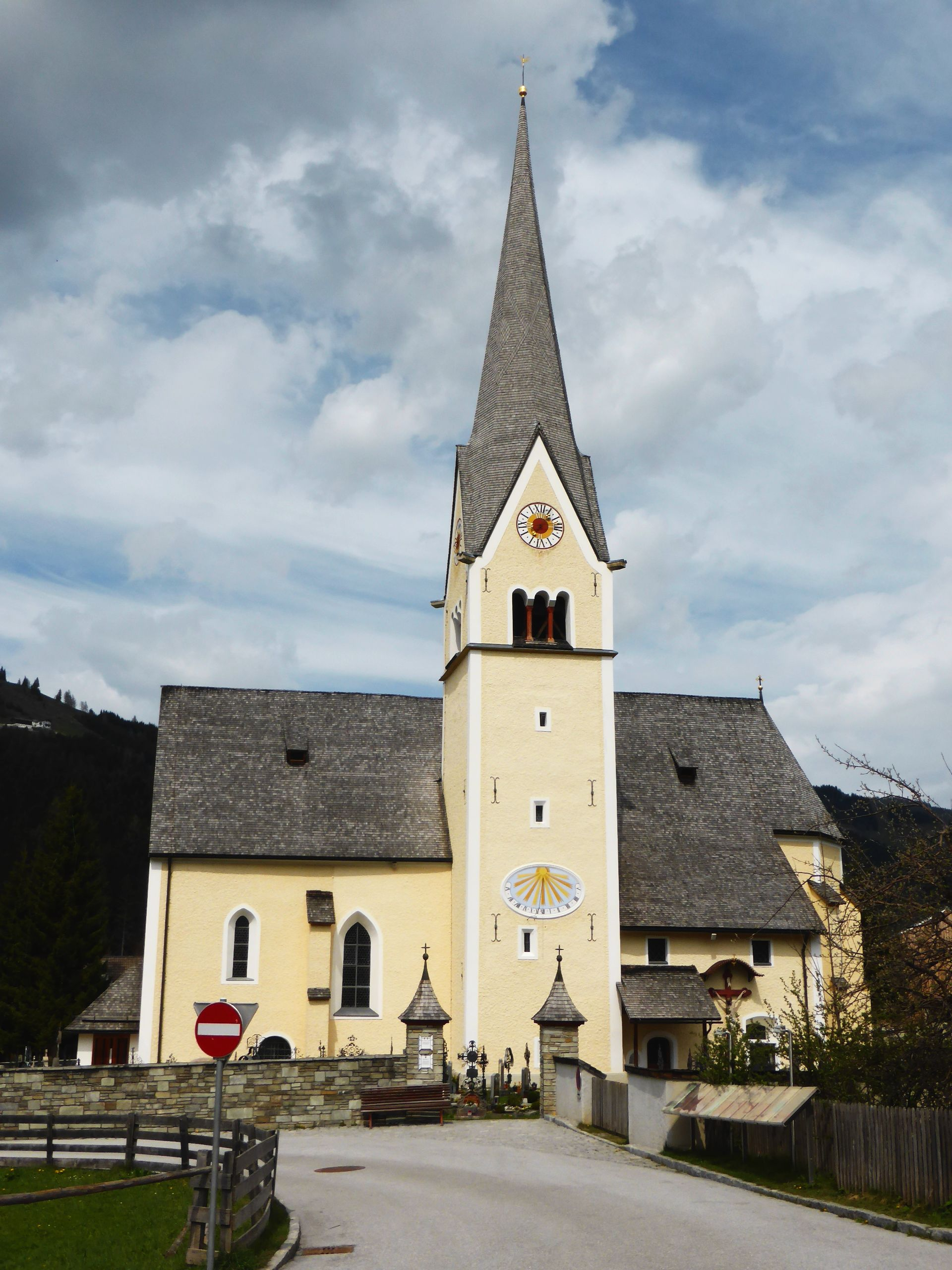
Pfarrkirche Wagrain
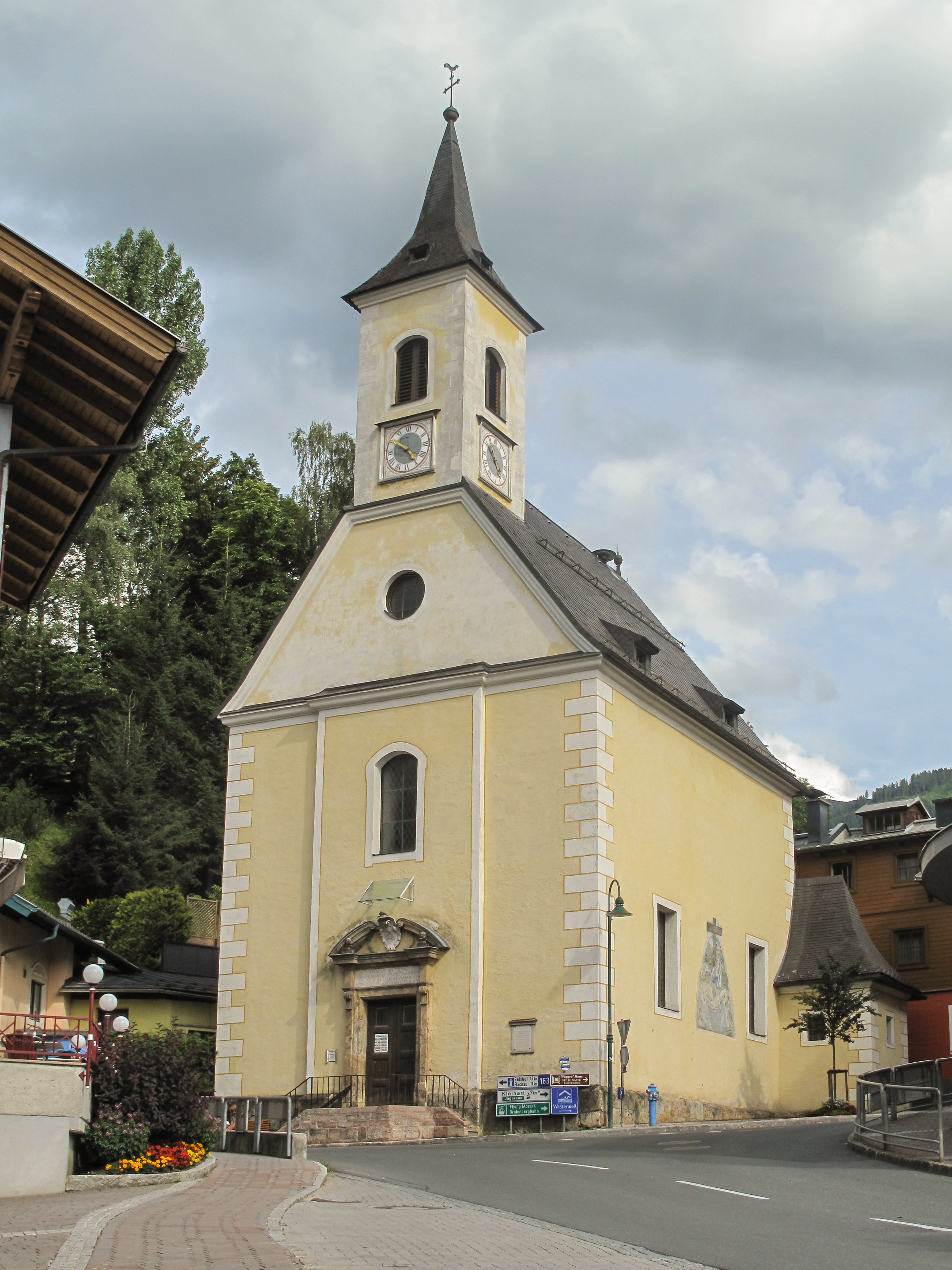
Marktkirche Wagrain

## Nachweise
- 50423 – Wagrain. Gemeindedaten der Statistik Austria

1. 1 2 3 4 5  Die Österreichische Karte gibt Wagrain (so auch der Eintrag in Geonam Österreich/AMAP online); SAGIS gibt Wagrain Markt für das Namensgut (den Ort); die Adressen lauten gutteils auf Markt;
Ortschaft-, Katastral- und Zählsprengelgrenzen nach SAGIS.
2. ↑  Vergl. Michael Ellmer: Ortschronik Wagrain, Marktgemeinde Wagrain, 1993, S. 275 f.
3. ↑  Ortschronik Wagrain, wagrain.salzburg.at (zum Buch)